# Hotell Pepparkaka
Hotell Pepparkaka var SR:s julkalender 1995.

## Handling
Ute i "sagoskogen" ligger "Hotell Pepparkaka", byggt av pepparkaka och sockerglasyr. Taket är täkt av färgade chokladpastiller. 24 rum finns att hyra ut, och i varje rum finns en sagas hemlighet. De som tar emot gästerna är Hans (Johan Ulveson) och Greta (Pia Johansson).
Bland hotellgästerna finns flera figurer ur sagans värld, om dem berättar gärna Hans och Greta, och sagorna presenteras i dramatiserad form. Första nattgästen är en prinsessa, som kan känna en liten ärta genom alla tjugo madrasserna i sängen. Senare berättar de om "Kejsarens nya kläder".

## Papperskalender

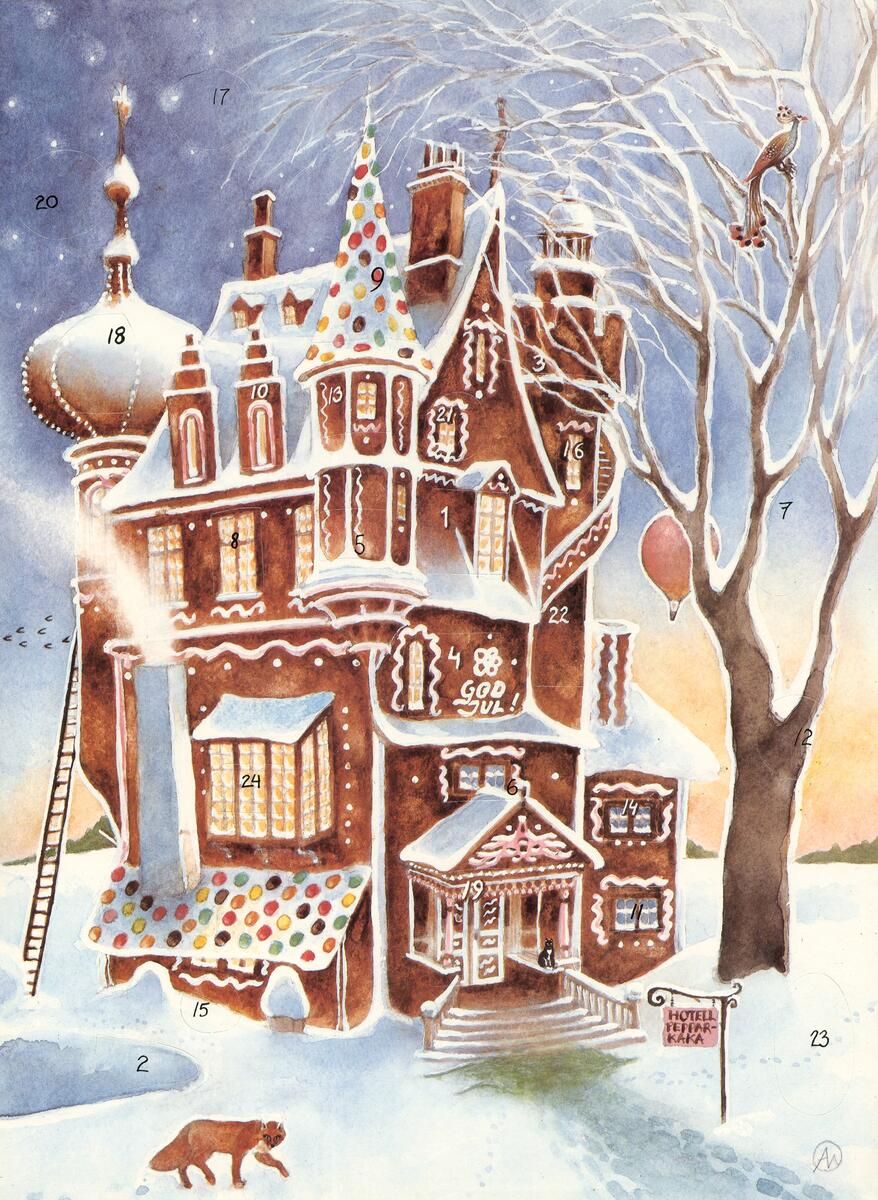
Papperskalendern

Kalendern ritades av Anna Walfridsson visar hotellet där kalendern utspelar sig.

### Fotnoter
1. ↑  ”Svensk mediedatabas”. http://smdb.kb.se/catalog/search?q=%22Hotell+Pepparkaka%22+typ%3Aradio&sort=OLDEST. Läst 5 april 2011.
2. ↑  ”1995, Hotell Pepparkaka”. Sveriges Radio. http://sverigesradio.se/barn/julkalendrar/1995.stm. Läst 30 augusti 2015.
3. ↑  ”Julkalendrar”. Arkiverad från originalet den 27 oktober 2014. https://web.archive.org/web/20141027033916/http://helgo.net/emma/julkalendrar.php?y=1995&t=radio. Läst 2 april 2011.